# Hyptis
Hyptis  é um gênero botânico da família Lamiaceae. Também conhecido como Hortelã do Mato.

## Espécies
Este gênero é composto por 583 espécies:
- Hyptis actinocephala
- Hyptis acuta
- Hyptis acutifolia
- Hyptis adamantium
- Hyptis adpressa
- Hyptis affinis
- Hyptis alata
- Hyptis albicans
- Hyptis albicoma
- Hyptis albida
- Hyptis albipes
- Hyptis alopecuroides
- Hyptis alpestris
- Hyptis althaeaefolia
- Hyptis althaeifolia
- Hyptis altissima
- Hyptis alutacea
- Hyptis amaurocaulis
- Hyptis amaurocaulos
- Hyptis americana
- Hyptis amethystoides
- Hyptis ammotricha
- Hyptis ammotropha
- Hyptis ampelophylla
- Hyptis angulosa
- Hyptis angustifolia
- Hyptis anitae
- Hyptis anomala
- Hyptis apertiflora
- Hyptis apertifolia
- Hyptis aquatica
- Hyptis araripensis
- Hyptis arborea
- Hyptis arborescens
- Hyptis arbuscula
- Hyptis arenaria
- Hyptis argentea
- Hyptis arguta
- Hyptis argutifolia
- Hyptis argyrophylla
- Hyptis arida
- Hyptis aristata
- Hyptis aristulata
- Hyptis armillata
- Hyptis arvensis
- Hyptis ascendens
- Hyptis aspera
- Hyptis asperifolia
- Hyptis asperrima
- Hyptis asteroides
- Hyptis atrorubens
- Hyptis australis
- Hyptis axillaris
- Hyptis balansae
- Hyptis barbarensis
- Hyptis barbata
- Hyptis baumii
- Hyptis belizensis
- Hyptis benthamiana
- Hyptis besckeana
- Hyptis bicolor
- Hyptis biolleyi
- Hyptis bisdentata
- Hyptis blancheti
- Hyptis blanchetii
- Hyptis bombycina
- Hyptis brachiata
- Hyptis brachyphylla
- Hyptis brachypoda
- Hyptis brachystachys
- Hyptis brevipes
- Hyptis brunnescens
- Hyptis caduca
- Hyptis calida
- Hyptis calophylla
- Hyptis calycina
- Hyptis campanulata
- Hyptis camporum
- Hyptis cana
- Hyptis canaminensis
- Hyptis candida
- Hyptis canescens
- Hyptis capitata
- Hyptis capitellata
- Hyptis caprariaefolia
- Hyptis cardiophylla
- Hyptis caronensis
- Hyptis carpinifolia
- Hyptis carvalhoi
- Hyptis caespitosa
- Hyptis caudata
- Hyptis celebica
- Hyptis chacapoyensis
- Hyptis chamaedrys
- Hyptis chamissonis
- Hyptis chapalensis
- Hyptis chyliantha
- Hyptis cinerea
- Hyptis cissonii
- Hyptis clausseni
- Hyptis claussenii
- Hyptis clavellifera
- Hyptis coccinea
- Hyptis colligata
- Hyptis collina
- Hyptis colombiana
- Hyptis colubrimontis
- Hyptis compacta
- Hyptis complicata
- Hyptis communis
- Hyptis concinna
- Hyptis conferta
- Hyptis confluens
- Hyptis congesta
- Hyptis conspersa
- Hyptis constricta
- Hyptis cordata
- Hyptis cordifolia
- Hyptis coriacea
- Hyptis coerulea
- Hyptis corymbosa
- Hyptis costulata
- Hyptis crassifolia
- Hyptis crassipes
- Hyptis crenata
- Hyptis cretata
- Hyptis crinita
- Hyptis criocauloides
- Hyptis crispata
- Hyptis cruciformis
- Hyptis crulsii
- Hyptis cubensis
- Hyptis cuneata
- Hyptis cuniloides
- Hyptis cymosa
- Hyptis cymulosa
- Hyptis cyrtostoma
- Hyptis czermakii
- Hyptis decipiens
- Hyptis decurrens
- Hyptis delicatula
- Hyptis deliculata
- Hyptis deminuta
- Hyptis densiflora
- Hyptis densifolia
- Hyptis desertorum
- Hyptis diaphora
- Hyptis dictiocalyx
- Hyptis dictyodea
- Hyptis diffusa
- Hyptis digitata
- Hyptis dilatata
- Hyptis discolor
- Hyptis ditassoides
- Hyptis divaricata
- Hyptis diversifolia
- Hyptis domingensis
- Hyptis dubia
- Hyptis dumetorum
- Hyptis duplicato
- Hyptis duplicato dentata
- Hyptis durifolia
- Hyptis dyctiodea
- Hyptis dyscheres
- Hyptis ebracteata
- Hyptis effusa
- Hyptis elata
- Hyptis elegans
- Hyptis elliptica
- Hyptis elongata
- Hyptis emoryi
- Hyptis eriocalyx
- Hyptis eriocauloides
- Hyptis eriocephala
- Hyptis eriophylla
- Hyptis erythrostachys
- Hyptis escobilla
- Hyptis excelsa
- Hyptis eximia
- Hyptis expansa
- Hyptis fasciculata
- Hyptis fastigiata
- Hyptis ferruginea
- Hyptis ferruginosa
- Hyptis flabellata
- Hyptis floribunda
- Hyptis florida
- Hyptis floridana
- Hyptis foliosa
- Hyptis fragilifolia
- Hyptis frondosa
- Hyptis fruticosa
- Hyptis fulva
- Hyptis gardneri
- Hyptis gardneriana
- Hyptis gaudichaudii
- Hyptis ghiesbreghtii
- Hyptis glandulosa
- Hyptis glauca
- Hyptis glaziovii
- Hyptis glechomoides
- Hyptis globifera
- Hyptis glomerata
- Hyptis glutinosa
- Hyptis gonocephala
- Hyptis goyazensis
- Hyptis gracilipes
- Hyptis gratiolaefolia
- Hyptis graveolens
- Hyptis guanchezii
- Hyptis guatemalensis
- Hyptis gymnocaulos
- Hyptis gymnodonta
- Hyptis hagei
- Hyptis halimifolia
- Hyptis hamatidens
- Hyptis hassleri
- Hyptis havanensis
- Hyptis helophila
- Hyptis heterantha
- Hyptis heterodon
- Hyptis heterophylla
- Hyptis hilarii
- Hyptis hirsuta
- Hyptis hispida
- Hyptis hollandiana
- Hyptis homalophylla
- Hyptis huberi
- Hyptis humilis
- Hyptis hygrobia
- Hyptis hypoglauca
- Hyptis hypoleuca
- Hyptis idiocephala
- Hyptis imbricata
- Hyptis imbricatiformis
- Hyptis imitans
- Hyptis impar
- Hyptis inamoena
- Hyptis incana
- Hyptis incisa
- Hyptis indivisa
- Hyptis inelegans
- Hyptis inflata
- Hyptis inodora
- Hyptis insignis
- Hyptis insularis
- Hyptis intermedia
- Hyptis interrupta
- Hyptis inundata
- Hyptis involucrata
- Hyptis iodantha
- Hyptis irregularis
- Hyptis irwinii
- Hyptis itatiaiae
- Hyptis jaliscana
- Hyptis jurgenseni
- Hyptis jurgensenii
- Hyptis juruana
- Hyptis kerberi
- Hyptis kuntzeana
- Hyptis lachnosphaeria
- Hyptis laciniata
- Hyptis lacunosa
- Hyptis lacustris
- Hyptis lagenaria
- Hyptis lamiifolia
- Hyptis lanata
- Hyptis lanceifolia
- Hyptis lanceolata
- Hyptis langlassei
- Hyptis lanicephala
- Hyptis laniflora
- Hyptis lantanaefolia
- Hyptis lantanaefolium
- Hyptis lantanifolia
- Hyptis lantanifolium
- Hyptis lanuginosa
- Hyptis lappacea
- Hyptis lappulacea
- Hyptis lasiocalyx
- Hyptis latidens
- Hyptis latifolia
- Hyptis laurifolia
- Hyptis lavandulacea
- Hyptis lavandulaefolia
- Hyptis laxiflora
- Hyptis leiocephala
- Hyptis leptoclada
- Hyptis leptostachys
- Hyptis leucocephala
- Hyptis leucochlora
- Hyptis leucophylla
- Hyptis lilacina
- Hyptis linarioides
- Hyptis lindmaniana
- Hyptis lippioides
- Hyptis lobata
- Hyptis longiflora
- Hyptis longifolia
- Hyptis longifrons
- Hyptis longipes
- Hyptis lophantha
- Hyptis lorentziana
- Hyptis loeseneriana
- Hyptis lucida
- Hyptis lundii
- Hyptis lurida
- Hyptis lutescens
- Hyptis luticola
- Hyptis lythroides
- Hyptis machrisae
- Hyptis macrantha
- Hyptis macrocephala
- Hyptis macrochila
- Hyptis macrosiphon
- Hyptis macrostachys
- Hyptis macrotera
- Hyptis macrotricha
- Hyptis madagascariensis
- Hyptis madrensis
- Hyptis malacophylla
- Hyptis marathrosma
- Hyptis marginata
- Hyptis mariannarum
- Hyptis marifolia
- Hyptis martiusi
- Hyptis marrubiaea
- Hyptis marrubiastra
- Hyptis marrubiifolia
- Hyptis marrubioides
- Hyptis mattogrossensis
- Hyptis melanosticta
- Hyptis melissoides
- Hyptis melochioides
- Hyptis membranacea
- Hyptis membranaoea
- Hyptis menthodora
- Hyptis meridensis
- Hyptis michelii
- Hyptis micrantha
- Hyptis microcephala
- Hyptis microphylla
- Hyptis microsphaera
- Hyptis mikanii
- Hyptis minensis
- Hyptis minutifolia
- Hyptis mirabilis
- Hyptis mixta
- Hyptis mociniana
- Hyptis mollis
- Hyptis mollissima
- Hyptis monticola
- Hyptis moritzii
- Hyptis mulleri
- Hyptis muelleri
- Hyptis multibracteata
- Hyptis multiflora
- Hyptis multiseta
- Hyptis muricata
- Hyptis mutabilis
- Hyptis neglecta
- Hyptis nelsonii
- Hyptis nepalensis
- Hyptis nepetoides
- Hyptis nervosa
- Hyptis nicaraguensis
- Hyptis nigrescens
- Hyptis nitida
- Hyptis nitidula
- Hyptis nivea
- Hyptis normalis
- Hyptis nubicola
- Hyptis nudicaulis
- Hyptis oblongifolia
- Hyptis obtecta
- Hyptis obtusata
- Hyptis obtusiflora
- Hyptis obtusifolia
- Hyptis obvallata
- Hyptis odorata
- Hyptis oppositiflora
- Hyptis oppositifolia
- Hyptis orbiculata
- Hyptis origanoides
- Hyptis ovalifolia
- Hyptis ovata
- Hyptis pachyarthra
- Hyptis pachycephala
- Hyptis pachyphylla
- Hyptis palmeri
- Hyptis paludosa
- Hyptis paniculata
- Hyptis paradisi
- Hyptis paraguayensis
- Hyptis paranensis
- Hyptis parkeri
- Hyptis parviflora
- Hyptis parvifolia
- Hyptis pascuarum
- Hyptis passerina
- Hyptis pauciflora
- Hyptis pauliana
- Hyptis paupercula
- Hyptis pectinata
- Hyptis pedalipes
- Hyptis peduncularis
- Hyptis penaeoides
- Hyptis perbullata
- Hyptis perplexa
- Hyptis perpucher
- Hyptis perpulchra
- Hyptis persica
- Hyptis personata
- Hyptis petiolaris
- Hyptis petraea
- Hyptis pilosa
- Hyptis pinetorum
- Hyptis pinheiroi
- Hyptis piranii
- Hyptis pittieri
- Hyptis plagiostoma
- Hyptis platanifolia
- Hyptis plectranthoides
- Hyptis plumieri
- Hyptis plumosa
- Hyptis pohliana
- Hyptis poliodes
- Hyptis polyantha
- Hyptis polystachya
- Hyptis pringlei
- Hyptis procumbens
- Hyptis propinqua
- Hyptis proteoides
- Hyptis pruinosa
- Hyptis psammophila
- Hyptis pseudochamaedrys
- Hyptis pseudoglauca
- Hyptis pseudolantana
- Hyptis pseudosinuata
- Hyptis pubescens
- Hyptis pulchella
- Hyptis pulegioides
- Hyptis pumila
- Hyptis punctata
- Hyptis purdiaei
- Hyptis purdiei
- Hyptis pycnocephala
- Hyptis pyriformis
- Hyptis quadrangularis
- Hyptis quadrialata
- Hyptis racemosa
- Hyptis racemulosa
- Hyptis radiata
- Hyptis radula
- Hyptis ramosa
- Hyptis recurvata
- Hyptis reflexa
- Hyptis reineckii
- Hyptis remota
- Hyptis reticulata
- Hyptis rhabdocalyx
- Hyptis rhomboidea
- Hyptis rhypidiophylla
- Hyptis rhytidea
- Hyptis rigida
- Hyptis rivularis
- Hyptis rondonii
- Hyptis rondonica
- Hyptis rostrata
- Hyptis rothschuhii
- Hyptis rotundifolia
- Hyptis rubicunda
- Hyptis rubiginosa
- Hyptis rufula
- Hyptis rugosa
- Hyptis rugosula
- Hyptis rugulosa
- Hyptis salicina
- Hyptis salviaefolia
- Hyptis salviifolia
- Hyptis salzmanni
- Hyptis salzmannii
- Hyptis sancti
- Hyptis savannarum
- Hyptis saxatilis
- Hyptis scabra
- Hyptis scandens
- Hyptis schusteri
- Hyptis schwackei
- Hyptis sclerophylla
- Hyptis scoparia
- Hyptis scoparioides
- Hyptis selaginifolia
- Hyptis selloi
- Hyptis seemanni
- Hyptis seemannii
- Hyptis septentrionalis
- Hyptis sericea
- Hyptis shaferi
- Hyptis sideritis
- Hyptis siderotricha
- Hyptis sidifolia
- Hyptis silvestris
- Hyptis silvinae
- Hyptis similis
- Hyptis simplex
- Hyptis simulans
- Hyptis singularis
- Hyptis sinuata
- Hyptis siphonantha
- Hyptis sordida
- Hyptis spicata
- Hyptis spicigera
- Hyptis spinulosa
- Hyptis spiraeaefolia
- Hyptis stachydifolia
- Hyptis stachyodes
- Hyptis stellulata
- Hyptis stereocaulos
- Hyptis stricta
- Hyptis strictissima
- Hyptis suaveolens
- Hyptis subnuda
- Hyptis subrosea
- Hyptis subrotunda
- Hyptis subsessilis
- Hyptis subtilis
- Hyptis subverticillata
- Hyptis subviolacea
- Hyptis sylvularum
- Hyptis tafallae
- Hyptis tafalloides
- Hyptis tagetifolia
- Hyptis tenella
- Hyptis tenuiflora
- Hyptis tenuifolia
- Hyptis tephrodes
- Hyptis tetracephala
- Hyptis tetragona
- Hyptis thyrsiflora
- Hyptis tomentosa
- Hyptis trachychroa
- Hyptis tracyi
- Hyptis tricephala
- Hyptis trichocalyx
- Hyptis trichoneura
- Hyptis trichopes
- Hyptis triconeura
- Hyptis tripartita
- Hyptis tripartitum
- Hyptis tumidicalyx
- Hyptis turneraefolia
- Hyptis tweedii
- Hyptis tweediei
- Hyptis uliginosa
- Hyptis umbrosa
- Hyptis uncinata
- Hyptis undulata
- Hyptis unilateralis
- Hyptis urticoides
- Hyptis valenciensis
- Hyptis vanthieri
- Hyptis vauthieri
- Hyptis velascana
- Hyptis velutina
- Hyptis venosa
- Hyptis vepretorum
- Hyptis verbenaefolia
- Hyptis veronicaefolia
- Hyptis verticillata
- Hyptis vesiculosa
- Hyptis vestita
- Hyptis viatica
- Hyptis viejensis
- Hyptis villicaulis
- Hyptis vilis
- Hyptis villosa
- Hyptis viminea
- Hyptis violacea
- Hyptis virgata
- Hyptis viscidula
- Hyptis vitifolia
- Hyptis vulcanica
- Hyptis winkleri
- Hyptis xanthiocephala

## Nome e referências
Hyptis N.J. Jacquin, 1787